# Mục vụ Bạn của Tù nhân
Mục vụ Bạn của Tù nhân Quốc tế (tiếng Anh: Prison Fellowship International – PFI) là một tổ chức quốc tế phi chính phủ (NGO) liên kết các tổ chức Bạn của Tù nhân trên 112 quốc gia.

## Sứ mạng
Mục tiêu của Mục vụ Bạn của Tù nhân là “vận động và hỗ trợ cộng đồng Cơ Đốc giáo trong mục vụ dành cho tù nhân, cựu tù, nạn nhân và gia đình của họ; trong mục tiêu thăng tiến và phục hồi công lý”.

## Khởi nguyên
Bạn của Tù nhân Quốc tế (PFI) được thành lập năm 1979, ba năm sau khi tổ chức Bạn của Tù nhân Hoa Kỳ ra đời cùng với sự hình thành của các tổ chức anh em tại Anh, Úc, Canada và Costa Rica. Tổ chức Bạn của Tù nhân tại Mỹ được thành lập bởi Charles Colson, sau khi ông mãn hạn tù. Colson thụ án tù vì một tội danh liên quan đến vụ Watergate, một vụ tai tiếng xảy ra trong nhiệm kỳ tổng thống của Richard Nixon.

## Hoạt động

### Giúp đỡ tù nhân
Các tổ chức cấp quốc gia của Mục vụ Bạn của Tù nhân hoạt động nhằm hỗ trợ công tác tuyên uý (chaplaincy) trong các nhà tù và giúp đỡ các công tác khác của giáo hội bên trong nhà tù.
Qua Chương trình Hỗ trợ Toàn cầu của PFI, các tổ chức cấp quốc gia tìm cách đáp ứng những nhu cầu y tế cấp bách và những trường hợp cấp cứu tại các nhà tù bằng cách cộng tác với các chuyên gia y tế tình nguyện làm việc trong ngắn hạn.

### Hỗ trợ sau khi thụ án
Những tình nguyện viên, thường là tín hữu thuộc các hội thánh địa phương, nỗ lực tạo một nhịp cầu giữa nhà tù và cộng đồng.
Geo Trust là một chương trình tín dụng được thiết kế để cung cấp những khoản tín dụng khởi nghiệp dành cho những người vừa ra khỏi tù muốn làm lại cuộc đời bằng cách tạo dựng các doanh nghiệp nhỏ, đồng thời cung cấp những phương tiện nhằm hỗ trợ gia đình của họ với mục tiêu giúp họ theo đuổi một cuộc sống hữu ích bên trong cộng đồng.
Bên cạnh công tác trợ giúp cựu tù vào thời điểm họ phải đối diện với những thách thức trong việc tái hội nhập cộng đồng, nhiều tổ chức cấp quốc gia thuộc Mục vụ Bạn của Tù nhân xúc tiến các chương trình “hậu chăm sóc” nhằm cung ứng những hỗ trợ về nhà ở.

### Trợ giúp con em và gia đình tù nhân
Chương trình Cây Thiên thần là một nỗ lực vươn đến con em của tù nhân vào dịp lễ Giáng sinh. Thuộc viên các nhà thờ địa phương tình nguyện bảo trợ các em bằng cách gởi đến chúng những món quà Giáng sinh dựa trên thông tin về các em thu lượm được bởi các thiện nguyện viên của Mục vụ Bạn của Tù nhân và các tuyên uý nhà tù.
Hoạt động đồng bộ với Chương trình Cây Thiên thần của PFI là các chương trình khác như cắm trại, nghỉ dưỡng, các hoạt động đa dạng được tổ chức quanh năm và những dịch vụ hỗ trợ nhằm giúp con em của người tù không bị lôi cuốn vào các hoạt động tội phạm.
Mục vụ Bạn của Tù nhân tại ba quốc gia đang điều hành các cơ sở gia cư chăm sóc hơn 200 con em của tù nhân.

## Hoà giải nạn nhân và người gây án
Đề án Cây vả rừng (Sycamore) của PFI được thiết kế nhằm khuyến khích đối thoại giữa nạn nhân và người gây án để tiến tới hoà giải. Chương trình kéo dài từ 8 đến 12 tuần tại nhà tù, tạo cơ hội gặp gỡ giữa các nhóm nạn nhân và người gây án qua những buổi thảo luận được chuẩn bị chu đáo hướng về sự hối cải, tha thứ và hoà giải.

### Phục hồi Công lý
Qua Trung tâm Công lý và Hoà giải của PFI, tổ chức này tìm cách cổ xuý những nguyên lý và ứng dụng của Phục hồi Công lý (Restorative Justice) - một lý thyết chuyên ngành tội phạm học, tập chú vào việc hàn gắn các mối quan hệ, sửa chữa các thiệt hại gây ra bởi tội phạm, và giúp người gây án gây dựng cho mình một cuộc sống có ý nghĩa trong xã hội.
Trung tâm Công lý và Hoà giải điều hành trang điện tử Restorative Justice Online Lưu trữ ngày 25 tháng 2 năm 2010 tại Wayback Machine, đồng thời cung cấp thông tin và tư vấn cho các tổ chức cấp quốc gia thuộc Mục vụ Bạn của Tù nhân, các chính phủ, Liên Hợp Quốc và những tổ chức khác.

### Cổ xuý các nhà tù có niềm tin tôn giáo
Mô phỏng APAC, một mô hình các cộng đồng nhà tù trên nền tảng tôn giáo tại Barsil, các tổ chức quốc gia thuộc Mục vụ Bạn của Tù nhân xúc tiến các đề án APAC của chính họ.

### Tư vấn
Là một tổ chức phi chính phủ, PFI duy trì vai trò tư vấn (thể loại II) với Hội đồng Kinh tế Xã hội Liên hiệp Quốc (UNESCO) và là một thành viên hoạt động tích cực trong Liên minh LHQ của các tổ chức NGO về ngăn ngừa tội phạm và tội phạm học.